# Pangaribuan (Batang Angkola)
Pangaribuan is een bestuurslaag in het regentschap Tapanuli Selatan van de provincie Noord-Sumatra, Indonesië. Pangaribuan telt 550 inwoners (volkstelling 2010).